# Der Kroatien-Krimi: Mord auf Vis
Mord auf Vis ist ein deutscher Kriminalfilm von Michael Kreindl aus dem Jahr 2018. Es handelt sich um den dritten Filmbeitrag zur ARD-Kriminalfilmreihe Der Kroatien-Krimi mit Neda Rahmanian und Lenn Kudrjawizki in den Hauptrollen. Die Erstausstrahlung erfolgte am 25. Januar 2018 im Rahmen des Donnerstags-Krimis zur Hauptsendezeit auf Das Erste.

## Handlung
Kommissarin Branka Marić und Kommissar Emil Perica müssen in ihrem dritten gemeinsamen Fall auf der Ferieninsel Vis den Doppelmord an einen Antiquitätenhändler und einen Sammler, die zuvor mit dem Angebot, verschollene Sondermünzen aus der Zeit des Ustascha-Regimes erwerben zu können, in einem Hinterhalt auf die Insel gelockt wurden. Ins Visier der Ermittlungen geraten der örtliche Polizeichef Jure Poković und der bekennende Nationalist Zoran Horvath, die mit den Toten Kontakt hatten.

## Produktionsnotizen
Die Dreharbeiten für Mord auf Vis erstreckten sich zeitgleich mit der nachfolgenden Episode Messer am Hals vom 29. März 2017 bis zum 29. Mai 2017 und fanden auf der Insel Vis und weiteren Schauplätzen in Kroatien statt.